# Escandinavismo

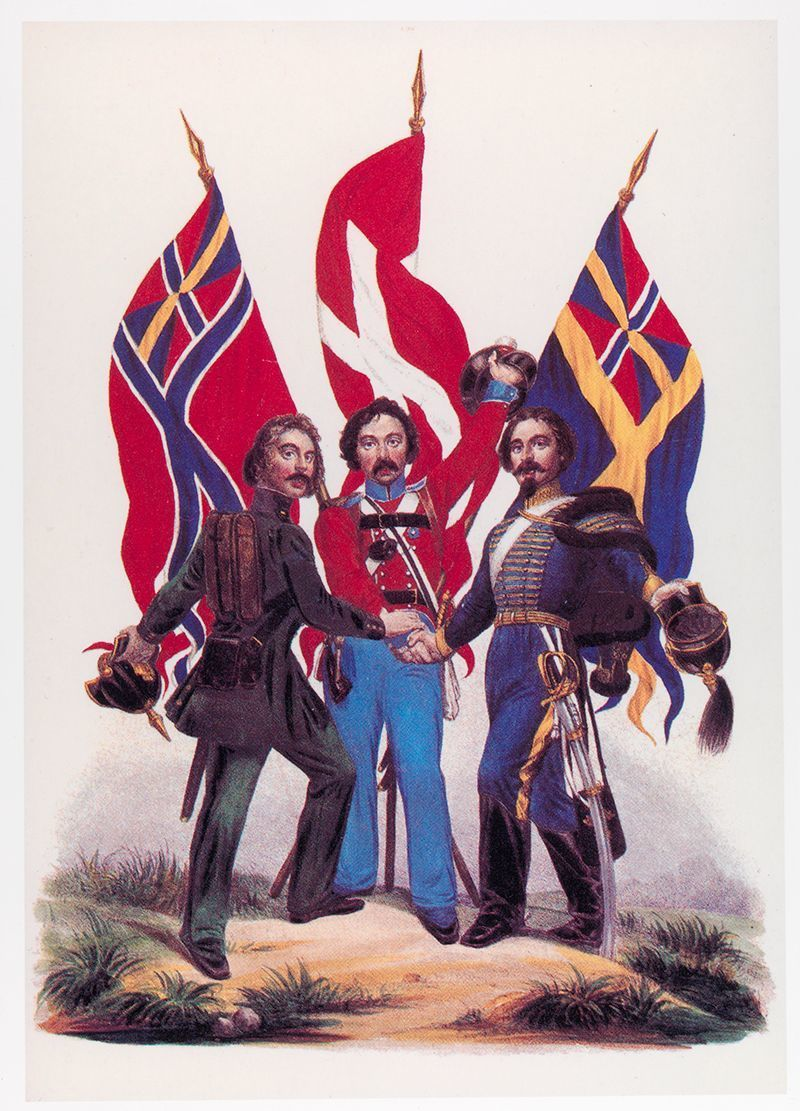
Propaganda do século XIX que mostra, da esquerda para a direita, soldados da Noruega, Dinamarca e Suécia dando as mãos.

O escandinavismo (em sueco:  skandinavism; também chamado de pan-escandinavismo) e o nordismo são movimentos políticos e literários do séc. XIX, que apoiam diferentes graus de aproximação e cooperação entre os países escandinavos ou nórdicos.
Relativamente ao movimento cultural, linguístico e literário, o escandinavismo e o nordismo são termos intermutáveis, que se centram na promoção e desenvolvimento de bases culturais nórdicas comuns, tais como: o passado, a herança cultural, a mitologia e a raiz linguística (nórdico antigo) comuns; que levou à formação de periódicos conjuntos e sociedades de apoio à literatura e línguas escandinavas. Todavia, no que diz respeito aos movimentos políticos, nordismo e escandinavismo são dois movimentos políticos distintos, que surgiram em épocas diferentes.

## Escandinavismo político
O escandinavismo político tem como paralelo os movimentos de unificação ocorridos, no século XIX, na Alemanha e Itália. Ao contrário dos homólogos italiano e alemão, o projeto de construção de um Estado Escandinavo não foi bem sucedido e não é mais perseguido. Alcançou o seu período áureo em meados do século XIX, assentado na ideia da Escandinávia como uma região unificada ou uma única nação, com base na raiz linguística comum, herança política e cultural dos países escandinavos: Dinamarca, Noruega e Suécia. (Estes três países são referidos como "três irmãos" na sexta estrofe do hino nacional da Noruega.) 
O movimento foi iniciado por estudantes universitários dinamarqueses e suecos na década de 1840, com uma base na Escânia. No início, as instituições políticas em ambos os países, que incluía o monarca absoluto Cristiano VIII e Carlos XIV com o seu "governo de um só homem", desconfiavam do movimento. Assim, a polícia na Dinamarca manteve os proponentes do escandinavismo sob vigilância apertada. No entanto, quando Óscar I tornou-se rei da Suécia-Noruega em 1844, a relação com a Dinamarca melhorou e o movimento começou a ganhar apoio em jornais liberais, como Fædrelandet e Aftonbladet, que viam no escandinavismo uma forma de combater os poderes conservadores presentes durante a guerra entre a Dinamarca e o Reino da Prússia em 1848, na qual a Suécia (então em união com a Noruega) ofereceu apoio sob a forma de uma força expedicionária sueco-norueguesa, embora esta nunca tivesse combatido realmente.
O movimento escandinavista recebeu um duro golpe, do qual nunca se recuperou totalmente, aquando da Guerra dos Ducados, em 1864 - que opôs a Dinamarca à Prússia e ao Império Austríaco -, pela recusa do governo sueco em aderir a uma aliança contra o crescente poder alemão no continente.
Apesar de tudo, houve um progresso em 1873, quando a Dinamarca e a Suécia-Noruega entram na União Monetária Escandinava, que durou até 1914.

## Nordismo político
O nordismo político foi introduzido com a Associação Nórdica, que começou através de iniciativas suecas, em 1919. O movimento nórdico, que também inclui a Finlândia, a Islândia e os territórios dinamarqueses da Gronelândia e ilhas Faroé, tem uma base ideológica que visa a integração e cooperação económica nórdica apoiada pelo Conselho Nórdico. Tem sido descrito como "nacionalismo colaborativo".

## Atualmente
O fim da Segunda Guerra Mundial foi seguido por uma década de integração nórdica, na qual foram criadas iniciativas e organismos intergovernamentais, tais como a União Nórdica de Passaportes, o Conselho Nórdico e a SAS. Porém, a cooperação nórdica foi prejudicada durante a Guerra Fria, devido à não adesão da Suécia e da Finlândia (ex-integrante do Império Russo) à NATO. A intensificação de uma maior integração europeia (em particular o facto de a Suécia, Finlândia e Dinamarca terem aderido à União Europeia, enquanto que a Noruega e a Islândia permaneceram de fora), também, foi vista como uma fraqueza ao incentivo para uma integração a nível nórdico.